# بنو هاجر
قبيلة بنو هاجر، مفرده هاجري، هي قبيلة عربية من قبيله قحطان المذحجية القحطانيه لها امتداد كبير في شرق الجزيرة العربية، من جنوب الزبارة في قطر حتى جنوب الكويت على امتداد الساحل الشرقي، ولديهم منازل وقرى عامرة خاصة على طول المنطقة. كما أن لديهم تواجد في مناطق أبو ظبي، وجنوب المملكة العربية السعودية.
ومن مناطق بني هاجر في قطر دخان، والريان، والخطية، والعوينة، والزبارة، والسلمية، والأبرقة، وخوزان، وزكريت، والهشمية، وروضة الفرس، والوبرة، والخرسعة، ومشاش شافي، وجر خليل، وأم القهاب، والهملة، الجميلية، وأبروق، والمشاف، والعفجة، وفويرط، والخور. وتشمل ديار القبيلة بالسعودية خشم الزينة، والفردانية، وجزيرة الزخنونية، والعقير، والأحساء، وعين دار، وفودة، والجوية، وصلاصل، وخور الذيابة، والواضحة، ووادي الذياب، وأم الجماجم، والدغيمية، والراجحة، والأوجام، وصفوى، والمشعلية، والعرين، وحرملة، والدلم. ومن مناطق بني هاجر في الكويت مدينة الكويت، والفحيحيل، والصباحية، والمنقف، والعارضية، والأحمدي، والمرقاب وغيرها من المناطق. ومن مناطق القبيلة في الإمارات بينونة، والمذحجية.

## نسب بني هاجر
يذكر بعض المؤرخين بأن تاريخ بني هاجر يعود إلى تحالف قبلي قديم، هو حلف جنب. كما أن هناك بعض الاختلافات في القبيلة، والثابت في نسب بني هاجر أنه يعود إلى الضياغم من شريف عبيدة في حلف جنب لأبناء يزيد بن حرب بن علة بن جلد بن مالك بن أدد.

### قبيلة جنب
تكونت قبيلة جنب من حلف قام بين ستة من أبناء يزيد بن حرب السبعة، وهم
1. صداء
2. منبه
3. الحارث
4. الغلي
5. سنحان
6. هفان
7. شمران

وقد تحالفوا جميعاً مع بني عمهم سعد العشيرة بن مذحج في مواجهة أخيهم صداء، وبالتالي فإن أصل هذه الحلف يعود إلى بطن من بطون مذحج الثلاثة، وهي:
1. بطن جلد بن مذحج الذي يعود إليه الأبناء السبعة الذين دخل ستة منهم في الحلف.
2. بطن مراد بن مذحج
3. بطن سعد العشيرة بن مذحج.

وبطن جلد هو الذي حدث فيه الانقسام بين إخوة أبناء يزيد بن حرب بن علة شقيق سعد العشيرة، حيث انضم ستة من أبناء يزيد بن حرب بن علة إلى أبناء عمهم سعد العشيرة في مواجهة شقيقهم، وتكونت بذلك قبيلة جنب نتيجة لهذا التحالف القبلي الذي لم يخل أيضاً من صلة القربى.
وقد انتهت رئاسة هذا الحلف إلى معاوية بن الحارث بن منبه بن يزيد بن حرب بن علة بن جلد بن مالك بن أدد، والذي كان له الملك في جنب، ثم تزوج بنت المهلهل بن ربيعة التغلبي واسمها عبيدة في نجران.
قبيلة عبيدة:
تكون حلف عبيدة من أبناء عبيدة، غذ إنها تزوجت معاوية بن الحارث عندما قدم والدها المهلهل بن ربيعة إلى ديار جنب بعد الحروب التي جرت بين قبيلة تغلب وبكر مدة من الزمن، بسبب مقتل أخيه كليب. فأنجبت عبيدة من معاوية عدداً من الأبناء أصبحوا فخوذاً فيما بعد، وهم: آل عائد، آل شداد، بنو قيس، آل السفر، آل الصلت، ويطلق عليهم الأبطن، كما عرفوا كذلك بـ "الحارث".
قبيلة شريف:
شريف قبيلة قديمة من جنب بن سعد العشيرة. وذكرها عدد من المؤرخين من الهمداني، الذي عاش في القن الرابع عشر الهجري. وقد دخل معهم فخوذ من قبائل مختلفة في الحلف، فأصبحوا خمسة بطون، وهي:
1. بنو زيد: ينقسم بنو زيد إلى: عبدالملك، آل عبيد، السلاميين، آل عبدالقادر.
2. آل عبد القادر: من بني واس من أكلب، وأكلب من ربيعة، وهي عدنانية، دخلت في قبيلة خثعم، وخثعم هو ولد أنمار بن أراش بن عمرو بن الغوث، ومن بطون خثعم شهران وناهس وأكلب.
3. بنيوس: وهم من بني شداد، من عبيدة جنب أبناء شداد بن دعاس بن معاوية بن عمرو بن معوية بن الحارث، وهم أول من سكن بالد شريف من بطون شريف، وهم البطن المعروف في عبيدة.
4. آل سريع: وهم من بني مغيد أبناء سريع بن الحارث بن عامر الأزدي.
5. بنو هاجر: وهم من عبيدة جنب أبناء هاجر بن محمد بن شهوان بن منصور العبيدي.

وعلى الرغم من الاختلافات الموجودة بين المؤرخين فيما يتعلق ببطون شريف الذي ينتسب إليه ببو هاجر، حيث يوردها البعض على أنها ثلاثة بطون فقط، بينما يوردها البعض على أنها خمسة بطون، إلى أن هناك اتفاقاً على أن بني هاجر هي إحدى هذه البطون. وهناك من يرى بان بني هاجر من جنب وليسوا من عبيدة، مستدلاً بقصيدة الشيخ شافي بن شبعان، ومطلعها هو:

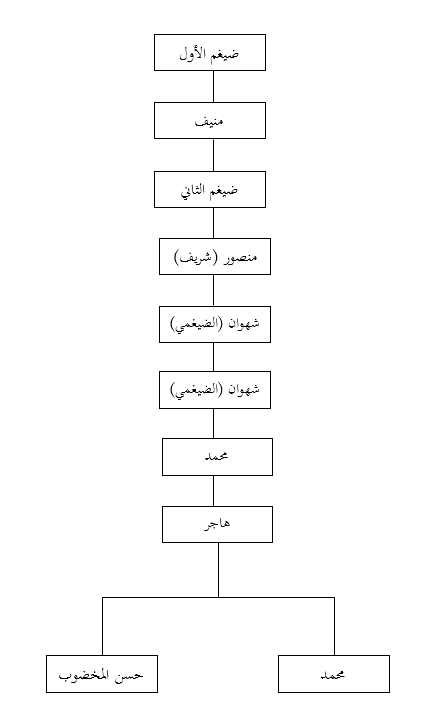
جدول الضياغم

إلا أن الاستدلال غير صحيح، لأن الشيخ محمد بن هادي، وهو شيخ فخذ الجحادر، من قبيلة سنحان أبناء جحدر بن عبدالله بن سنحان، وسنحان من قبائل جنب. ولذلك ذذكر الشيخ شافي جنب في عرض قصيدته، فبنو هاجر من عبيدة، وتجتمع بالجحادر في حلف جنب. فقبيلة شريف من عبيدة ما عدا من دخل منهم في الحلف.
الضياغم:
من قبيلة ضياغم بنو هاجر. ويعتبر روح بن مدرك بن عبدالحميد الجنبي هو الجد الأعلى للضياغم، على أن هناك اختلافاً حول هذا، حيث هناك من ذكر انهم أبناء معوية بن الحارث. ومنهم من قال إنهم أبناء معاوية بن عمرو بن معاوية بن الحارث. وقد أنجب روح بن مدرك عددا من الأبناء منهم ضيغم الذي  انحدر منه الضياغم وانتسبوا إليه، كما هو في الجدول.

### فروع بني هاجر
- آل مخضبة

ومنها، المزاحمة وهم الشباعين، آل شهوان، الخيارين، الشراهين، آل منيف، آل سلطان، آل جميل، آل إزيد، آل مرسان.
- آل محمد

ومنها، الشعامل، الكدادات، آل سعيد، آل فهيد، آل راشد، ومنها الكلبة والفلحة، آل هيازع، آل مدهون، آل جدي، آل جمهور، آل مسيفرة، المسارير، آل ركابين، المفاقيع، آل ذعفـة
- آل يزيد

ومنها، الهرامسة، آل حمراء، آل شرمان، المضاحكة، آل شعفول

## تاريخ بني هاجر
من أقدم الذكر لقبيلة بني هاجر من النصوص التاريخية القديمة ما جاء في سيرة الإمام أحمد بن سليمان من القرن السادس الهجري. كما ورد ذكر بني هاجر في كتاب "المنتخبات" لنشوان الحميري الذي توفي عام 1178م حيث يقول "بنو هاجر بطن من جنب من مذحج". وجاء ذكر قبيلة بني هاجر وحروبها مع الدولة الرسولية بالخليج العربي، والدولة القاجارية، والدولة البهلوية، وصراعها مع الدولة العثمانية، والإمبراطورية البريطانية، في وثائق هذه الدول وأرشيفها الخاصة بالشرق الأوسط، مما جعلها من المكونات الاجتماعية والقبلية للمنطقة وشبه الجزيرة العربية، وذات تأثير مباشر في الأحداث السياسية والعسكرية والاجتماعية الأصيلة والهامة في المنطقة. كما أن لها أثر بالغ في صياغة السياسة البريطانية تجاه قطر.

#### الصراع مع القوى الكبرى
تناولت المصادر العربية والأجنبية الصراعات التي خاضتها قبيلة بني هاجر مع القوات العثمانية والإنجليزية خلال محاولة احتلالها لمنطقة الخليج العربي، فضلاً عن صراعها مع الدويلات والإمارات والمشايخ في المنطقة.
يقول الشاعر عمير بن عفيشة في صراع بني هاجر مع العثمانيين والأتراك:
ويقول في صراع بني هاجر مع السلطان عبد الحميد:

يقول الشاعر كذلك في صراع بني هاجر ضد المستعمر الإنجليزي:
قيلت هذه القصيدة في صراعات مميتة لبني هاجر مع تواجد السفن البريطانية التي تجوب سواحل قطر وسواحل المنطقة الشرقية في الجزيرة العربية. وكان صراع الإنجليز مع بني هاجر في البحر هو الأكثر دموية في تاريخ القبيلة والمنطقة.
جاء في القصيدة المشهورة للشاعر ابن نومان نضال قبيلة بني هاجر مع الإنجليز والأتراك:
وقد تضمّنت النصوص والوثائق الأجنبية تقارير متعلقة بقبيلة بني هاجر، ومنها ما يلي:
- 1825م: راسلت الإمبراطورية الإنجليزية زعيم بني هاجر شافي في جنوب قطر على عدم التدخل في الصراعات.[9]
- جاء في الإحصائيات البريطانية عام 1848م أن عدد سكان البدع بلغ حوالي 7000 نسمة، ووصف التقرير بني هاجر على أنهم القوة الحامية لمدينة البدع في الرد على الهجمات من خارج قطر على أهل المدينة.
- في عام 1874م، ذكرت الوثيقة الإنجليزية أن مجموعة كبيرة من فرسان بني هاجر تمكّنت من الاستيلاء على وادي بوشهر في الخليج الفارسي والسيطرة عليه حتى أتت القوات الإنجليزية.[10]
- جاء في تقرير بريطاني لعام 1879م بشأن الولاية التركية على طول الساحل العربي بأن مجموعة من بني هاجر من خور شجيج نفذوا عددا من الهجمات للمقاومة ضد القوات الأجنبية، مما أثار قلق كل من الحاكم العثماني والآمر البريطاني في المنطقة.[11]
- أشار تقرير بريطاني لعام 1879م إلى أن السبب الحقيقي للحالة المضطربة لساحل نجد هو الاحتلال التركي غير الكامل وغير الفعال لمنطقة الإحساء والساحل، ذلك لأن المنطقة كانت ملجأ ومعقلاً لسكان البحر من بني هاجر. وكان هذا يسبب لهم خسارة كبيرة سنويًا في الرجال والأموال.[12]
- في عام 1892م قصفت سفينة "مايفير" البريطانية مضارب بني هاجر جنوب الزبارة لمدة يومين.
- تقرير بريطاني في عام 1875م يذكر بأن نحو 500 مقاتل بدوي من قبيلة بني هاجر يتخذون البدع وأطرافها منزلاً مع زعمائهم.[13]
- ذكر المبشر البريطاني صامويل زومير في كتابه بأن "الساحل العربي من القطيف إلى الكويت شمالاً خالي من أي مستوطنة بشرية كبيرة. معظمها أرضٍ قاحلة، وتقع في أيدي القبيلة المفترسة والحربية المسماة بني هاجر".[14]

### بنو هاجر في أهم الأحداث بالخليج العربي

#### الصراع مع الإنجليز
- ذكرت بعض التقارير أيضاً أن الشيخ محمد بن ثاني أوكل الدفاع البدع إلى بني هاجر. وجاء في أخبار أغسطس 1871م أن الشيخ محمداً جمع من السكان حوالي ثمانمئة قران موّل بها بني هاجر لشراء الإمدادات والمعدات اللازمة لحماية البدع.[13]
- جاء في الوثائق البريطانية عام 1873م أن قبيلة بني هاجر كانت حلفاً للشيخ جاسم بنحو مباشر وغير مباشر في نزاعه مع البحرين الخاضعة للحكم الإنجليزي والموالين لها في قطر. وكان يطلب دعمهم خصوصاً فيما يتعلق ببر قطر.[15]
- أفاد تقرير فريزر إلى المقيمية البريطانية عام 1875م بأن في الدوحة نحو أربعمائة مسلح من قبيلة بني هاجر برئاسة الشيخ سالم بن شافي، وأنهم تهيأوا للاستقرار في ذلك المكان على نحو دائم وشرع بعضهم في أعمال الغوص، كما أشار التقرير إلى وجود مجموعة أخرى من الهواجر تقدر بنحو ثلاثمئة رجل يعسكرون عند تخوم المدينة برئاسة الشيخ جاسم.
- ذكرت الوثائق التركية عام 1874م أن السفينة البريطانية "سفنكس" ومعها حوالي تسعين مركباً، غارت على بني هاجر بمدافعها وقتلوا بعضا منهم، ولاحقت الحشود البحرينية بني هاجر في البر لمسافة حوالي ست ساعات، فقتلوا وجرحوا العديد منهم.[15]
- تناول المقيم البريطاني روث في برقيته إلى حكومة الهند في 12 سبتمبر 1874م الهجوم الذي نفذته بنو هاجر على الزبارة، ومواجهتهم لبحرية بومباي.[13]

#### الصراع مع الأتراك
- بعد سيطرة العثمانيين على الأحساء في عام 1841م، واجهت معارضة شديدة من القبائل لاسيما من بني هاجر وبني خالد حيث كانت الحالة العامة فيها سيئة تحت الاحتلال العثماني. وفي تقرير لخورشيد باشا عن أحوال الجزيرة العربية وقبائلها، كتب عن قبيلة بني هاجر ما نصه "وبنو هاجر هم من العارض، ومن وادي الخرج والأفلاح في الطرف الشمالي من وادي الدواسر وهم متقلبون غادين رائحين في الوديان والجهات التي في نهاية جزيرة البصرة منتهين إلى الأحساء والقطيف والكويت، وتعد تلك الديار ديارهم، ... ومحل معيشتهم في الأكثر قطر والأحساء... وهم كرماء شرسون في القتال".[13]
- أفاد خطاب من عيسى بن علي إلى بيلي في 9 يوليو 1871م أن عبد الله بن الصباح قد وفد إلى قطر مبعوثاً من الباشا، وفي معيته فرمانات وأعلام، وأن جماعة من بني هاجر حاربوا معسكر الباشا وانتصروا.[16]
- لما ساءت الأمور بين الشيخ جاسم والسلطات عام 1886م خصوصاً بعد إصرار الأتراك على إقامة دائرة جمارك في البدع، وخرج الشيخ جاسم من البدع إلى العديد، هاجمت بنو هاجر البانيان في سعي القبيلة لإخراجهم من قطر، وهذا ما تم.[17]
- أشارت بعض المصادر إلى أنه في عام 1893م، بعد أن اشتد النزاع بين الشيخ جاسم بن محمد آل ثاني والسلطات العثمانية، أرسل الشيخ جاسم إلى المخضبة من بني هاجر في قطر والأحساء وآل مرة يطلب منهم المساندة في قصيدة:[18]

- تواترت الروايات من عام 1893م التي تشير إلى أنه لما ساءت العلاقة بين الشيخ جاسم وبين الوالي التركي حافظ باشا إثر قدومه إلى البدع، وتحسَّب جاسم منه الغدر، أعد له القوة اللازمة. فأرسل الوالي كولونيل طابور أغاسي يقود نحو مئة وخمسين جنديا للإتيان بالشيخ جاسم، إلا أن المقاتلين من الهواجر والمناصير أوقعوا بأغاسي وجيشه، فلم يتمكنوا من الشيخ جاسم.[19]
- جاء في تقرير رضا باشا إلى الديوان الهمايوني يونيو 1898م بشأن الخلاف مع الأتراك أن مواطني البدع أحاطوا بدورية خرجت من الحامية وتم تبادل النيران بين الطرفين دون أي إصابات. وذكرت مذكرة السر عسكر في العام نفسه أن رجالاً من بني هاجر والمناصير قد اتخذوا لهم مواقع عند أطراف قطر تحسباً لوصول جنود أتراك أو حشود مبارك الصباح لغزو قطر. وأضافت المذكرة بأن بني هاجر والمناصير تأمران دائماً بأمر الشيخ جاسم، وهم رجال حرب متمكّنون.[13][20]

جاء في الوثائق العثمانية أحداث وتقارير حول قبيلة بني هاجر ومحاربتها للغزو الأجنبي، من بينها ما يلي:
- تقرير اللورد ديربي حول التحقيق في البرقية المأخوذة من الباب العالي بشأن القتل الواقع من قبل سفينة حربية إنكليزية لشخصيات منسوبة لقبيلة بني هاجر، وذلك في عام 1874م
- الاختلاف بين بني هاجر وعشيرة نعيم في قطر وتدخلات الإنكليز بهذا العمل وشكوى حول موظف في السفارة الإيرانية والسفارة الإنكليزية في بغداد عام 1874 م
- أجريت تحقيقات في خليج البصرة حول اعتداء إنكليزي على قبيلة بني هاجر عام 1875م
- أشارت تقارير 1875م إلى هجمات سفن حربية إنكليزية على قبائل بني هاجر.
- في عام 1874م قامت مجموعة في سفينة حربية إنكليزية بإعدام 5 أشخاص من بني هاجر بطريق القصف
- برقية مأخوذة من ولاية البصرة حول إعادة إقامة القوة العسكرية التي أزيلت أخيراً والإقامة أولاً في موقع مناسب لقطيف بعد اعتداء عشيرة بني هاجر على جهات قطيف وعجير في سنجق نجد سنة 1309 هـ.
- تلغرف مأخوذ من ولاية البصرة عام 1310 هـ حول إقامة قوة عسكرية في نقطة مناسبة في القطيف وحول الخلط الحاصل من مترجم القنصل الإنكليزي في البصرة بخصوص ما إذا كانت الانتهاكات والاعتداءات الحاصلة في قطيف وعجير التابعتين لسنجق نجد من قبل بني هاجر بالاشتراك مع الحكومة.
- في عام 1310هـ، إرسال طابور عسكري من الجيش السادس الهمايوني إثر اعتداءات وتسلط بني هاجر المقيمة على أطراف عجير وقطيف في سنجق نجد.

#### الصراع مع الإمارات والمشايخ في المنطقة
- أشارت التقارير لعام 1889م إلى كسب إبل بني هاجر من قبل جيش زايد أيام صراعه مع الشيخ جاسم، وذلك عقب قتل ثمانية عشر رجلاً من قبيلة بني هاجر والمناصير. ويفيد تقرير آخر بأن شيوخ بني هاجر وفخذ المناصير الذين تم نهب إبلهم طالبوا الشيخ جاسم بضرورة اللحاق بجيش زايد. خرجت من قطر إثر ذلك حملة بقيادة سيف الهاجري وحميد بن مانع حتى بلغت واجهة دبي، وعادت بحوالي مئة وخمسين رأساً من الإبل.[13]
- في عام 1889م، لما أخذ الشيخ زايد ودائع أهل قطر من البداة، استأذن أحمد من أخيه بأن يسمح له باصطحاب رجال ليغزو عمان، وسار ومعه المخاضيب من بني هاجر بقيادة سيف الهاجري. أدى هذا الحدث إلى وقعة سويحان.[21]
- في معركة الخرائق، قاد مبارك الصباح في إبريل 1898م حملة نزل بها على قبيلة بني هاجر، وعاد من حملته بمجموعة كبيرة من الماشية. وفي مساعي التحري عن حقيقة الأمر، أرسل المقيم البريطاني قائد السفينة الحربية سفنكس للكشف عن حقيقة الأمر. وتبيّن، كما في تقرير قائد السفينة الحربية، أن شيخ الكويت أغار قبل نحو ثلاثة أشهر على بني هاجر وسلب بعض أموالهم، واستولى على ماشية كان بعضها ملك للشيخ جاسم. وانتصرت قبيلة بنو هاجر في هذه المعركة، وكان قائدها ابن طعزه.[22]
- أشارت التقارير إلى أن قطر شهدت في أوائل عام 1904 تحرشاً من قبيلة العجمان وعمامرة بني خالد، تصدّى له الشيخ أحمد في جماعة من آل مرة والمخضبة من بني هاجر.[13]

### أهم الأحداث التاريخية ذات الصلة بالقبيلة[23]
1100: أقدم ذكر لقبيلة بني هاجر في النصوص، يعود ذلك إلى القرن السادس الهجري كما جاء في سيرة الإمام أحمد بن سليمان، وكتاب نشوان الحميري (المنتخبات).
1797: مشاركة بني هاجر بعدد من الفرسان في معركة رمادان بجانب قحطان والدواسر ضد دولة الأشراف.
1798 قاعد بن ربيع الدوسري يغزو بجيش ضد بني هاجر في بوادي نجد ويهُزم، يعرف بمعركة الليلية.
1845: هيف بن حجرف من امراء فخذ ال سليمان من العجمان يزبن عند الشيخ راشد بن عويضة الهاجري عام 1845م بسبب غارة نفذها فلاح بن حثلين شيخ العجمان على الحجاج، مما أدى إلى غضب الإمام فيصل بن تركي ورفض راشد بن عويضة تسليم هيف بن حجرف.
1860: الإمام فيصل بن تركي وجيشه من بني هاجر يهزم العجمان في معركة الطبعة، وتفرق العجمان على أنحاء الجزيرة ولجوء أميرهم ابن حثلين الى آل خليفة لمدة 6 سنوات.
1869: هجوم بني هاجر بحوالي 500 رجل على البحرين ومقتل أميرهم علي بن خليفة بجانب 3 أمراء آخرين من البحرين.
1872: هجوم ركب من بني هاجر على الكويت وأخذ إبل الشيخ عبد الله بن صباح ومبارك آل صباح، وقد قام الشيخ بالاحتجاج لدى الدولة العثمانية.
1873: لجوء الأمير عبد الله بن فيصل عند بني هاجر على آبار الصبيحية في الكويت، وذلك بعد انقلاب أخيه سعود عليه في الرياض.
1873: معركة فودة لبني هاجر ضد العجمان وآل مقدام من بني خالد وانتصار بني هاجر.
1874: غزو البحرين الثاني وحكم علي بن سعد ال مليص البحرين لمدة ساعتين، وقيل يومين بقيادة فرسان من آل سعيد يترأسهم محمد بن زايد واستنجاد، ابن خليفه بالبوارج البريطانية التي قتلت 8 أشخاص بعد قصفها للمكان.
1878: جون غوردون لوريمر يسجل في مذكراته نشاط أعمال القرصنة في مياه قطر والبحرين والأحساء التي تقودها بني هاجر، مما سببت في خسائر فادحة في المناطق المذكورة، وتعتبر بمثابة الازعاج للدولة البريطانية والعثمانية. واستمرت هذه الأعمال بقوة حتى عام 1884.
1884: معركة بنيان ضد آل مرة والعجمان وانتصار بني هاجر، بلغ عدد قتلى العجمان 800 رجل كما ذكر أحد المستشرقين.
1889: معركة سويحان بين ابن ثاني وحكام الإمارات، وكان للمخضبة الدور الأكبر في حسم الحرب.
1891: معركة العضبا ضد العجمان.
1893: معركة الوجبة بين أهل قطر والعثمانيين، وكان بني هاجر أحد الأسباب الرئيسية للانتصار.
1895: معركة جنيح ضد آل مرة وانتصار بني هاجر.
1896: تولي الشيخ مبارك الصباح الحكم في الكويت.
1901: معركة الصريف وانتصار ابن رشيد الملقب بالجنازة على ابن صباح.
1902: سقوط الرياض بيد الملك عبد العزيز بن سعود.
1903: معركة نقرة طالب بين بني هاجر وآل مرة ومقتل الشيخ طالب بن شريم المري.
1905: وفاة الشيخ سالم بن شافي بن سفر في منطقة أم الجماجم في قطر.
1906: الملك عبد العزيز يسيطر على نجد، وفي ضم الأحساء.
1915: حرب الأحساء ضد قبيلة العجمان.
1916: اتفاقية سايكس بيكو وتقاسم النفوذ بين الاستعمار في المنطقة الشرقية.
1916: بداية الثورة العربية في الحجار ضد الخلافة العثمانية.
1937: حرب الزبارة بين ابن خليفة ومعه قبائل شمال قطر والنعيم والبورميح وأهل البحرين ضد ابن ثاني ومن معه من القبائل، وتكون معظم جيشه من بني هاجر، وانتصار الطرف الأخير ودمار مدينة الزبارة وقصر الثقب.
1954: وفاة الأمير شافي بن سالم آل شافي راعي الطلبة في المقوع بالكويت.

### المعارك التي شاركت فيها قبيلة بني هاجر:
شاركت قبيلة بني هاجر في عدة غزوات ومعارك على مر السنين في الجزيرة العربية. وتجدر الإشارة إلى أن جل المعارك التي وقعت بين بني هاجر والقبائل الأخرى إنما كانت تقع بين فخذين أو أكثر من القبيلة. حاربت بعض القبائل في المنطقة عندما قاموا بمحاولة إخراج بني هاجر من منطقة الأحساء وما جاورها، والثانية في معركة كنزان مع الملك عبد العزيز بن عبد الرحمن آل سعود عام 1915م الموافق 1333هـ، حيث أطلق الملك تسمية "خزنة الظفر" على القبيلة.
ومن المعارك التي شاركت فيها قبيلة بني هاجر وكان لها دور محوري فيها ما يلي:
- حرب الزيارة: هي حرب نشبت بين ناصر آل مذكور حاكم وادي بوشهر وبين أحمد آل خليفة حاكم الزبارة ومعه الجلاهمة خلال سنة 1782 و1783م.
- معركة أم سوية: هي معركة جرت عام 1847م بين البحرينيين والقطريين، نتيجة محاولة البحرينيين فرض السيطرة على قطر، حيث تصدّى لهم أهل قطر بقيادة عيسى بن طريف بحلف مكوّن من قبائل قطر، وقد تألف معظم جيش قطر من مقاتلي قبيلة بني هاجر. ذكرت وثيقة بريطانية لعام 1847م أن قوة ابن طريف في معركة أم سوية وصلت على نحو 600 مقاتل معظمهم من بني هاجر.[24]
- وقعة مسيمير: هي معركة وقعت بين الإمام فيصل بن تركي آل سعود من جهة، وبين الشيخ قاسم بن ثاني والشيخ علي آل خليفة من جهة آخرى في مسيمير بقطر سنة 1267هـ الموافق 1851م. وكان بنو هاجر الطرف الأقوى بقيادة الشيخ جاسم.[13]
- معركة دامسة: نزاع مسلح جرى بين الخليفيين من البحرين وأهل قطر في 7 من صفر عام 1284هـ والموفق لـ 9 من شهر يونيو عام 1867م. كانت هذه المعركة نتيجة تدهور العلاقة بين القطريين وحاكم البحرين الشيخ محمد بن خليفة. قتل خلال المعركة حوالي 75 مقاتلاً من بني هاجر.[25]
- وقعة الضلع: هي معركة وقعت بين الشيخ علي بن خليفة وبين جيش أخيه الشيخ محمد بن خليفة في سنة 1286هـ بمنطقة تسمى الضلع. أسفرت المعركة عن قتل الشيخ علي بن خليفة وولده الشيخ إبراهيم بن علي وغيرهم من الرجال المشهورين.[26]
- وقعة خنور: نزاع مسلح وقع بين جيوش الشيخ قاسم بن ثاني وجيش الشيخ خليفة بن زايد حاكم أبوظبي عام 1305هـ الموافق 1889م؛ وتعتبر من أشهر المعارك التي وقعت بين قطر وأبوظبي في القرن التاسع عشر.
- معركة الوجبة: هي معركة وقعت في 25 مارس 1893 بين حاكم قطر الشيخ جاسم بن محمد آل ثاني، ووالي البصرة محمد حافظ باشا في قلعة الوجبة في قطر.[27]
- معركة الشغب: هي معركة وقعت في مارس 1893م عقب معركة الوجبة، أظهرت قبيلة بني هاجر فيها بسالتها، إذْ كانت أكثر شهدائها.[27]
- وقعة تين: هي معركة وقعت بين قبائل قحطان ضد غالب بن مساعد شريف مكة سنة 1212هـ، حيث تحالف الشريف مع بعض قبائل الجزيرة العربية على ان يخرجوا محمد بن هادي بن قرملة وربعه الجحادر من نجد. ساد ابن قرملة بعد المعركة.
- معركة الطبعة: وقعت هذه المعركة سنة 1860م عندما قام العجمان والمنتفق والقبائل الموالية لها بشن الهجمات على قوافل نجد والإحساء، والبصرة والكويت. جهّز الإمام فيصل بن تركي على إثر ذلك جيشاً مكون من قبائل نجد والإحساء من قحطان وسبيع وبني هاجر ومطير.[21] دارت المعركة في الجهرا بالكويت. جاء ذكر المعركة في قصيدة لأحد الشعراء من الأحساء:[21]

- معركة الصريف: هي معركة حدثت في 17 مارس 1901 بين إمارة الكويت و إمارة جبل شمر في الصريف شمال شرق بريدة، شاركت فيها قبيلة بنو هاجر بحوالي 3 آلاف شخص من مقاتليها.[28]
- وقعة هدية: هي وقعة حدثت في 1910م عندما ساءت العلاقات بين الشيخ مبارك الصباح وسعدون المنصور شيخ المنتفق. وعرض عبد العزيز بن عبد الرحمن المساعدة على الشيخ مبارك، ومعه جيش كبير مكون من القبائل مثل قحطان وعجمان وبني هاجر وسبيع والعوازم. وكانت قبيلة بني هاجر ضمن القبائل التي صمدت أمام جيش المنتفق البالغ حوالي 5000 مقاتل خلال المعركة.[29]
- معركة كنزان: حدثت بين الملك عبد العزيز وبني هاجر والقبائل التابعة له وبين قبيلة العجمان في 15 شعبان 1333هـ الموافق 28 يونيو 1915م بمنطقة كنزان في الأحساء. وكان لقبيلة بني هاجر دور فعال وحاسم في مآل المعركة.[13][30]
- معركة سويحان: هي معركة وقعت 1889م بين ابن ثاني وآل نهيان، لما أخذ الشيخ زايد ودائع أهل قطر. كان للمخضبة الدور الأكبر في حسم الحرب بقيادة سيف الهاجري.[21]
- وقعة بنيان: وقعت هذه المعركة في عام 1305 هـ / 1884م في مكان يعرف ببنيان وهو عد ماء مشهور ويقع شمالي الوسيع جنوب الأحساء. يقول الشاعر ابن عفيشة في هذه المعركة:[31]

معركة العضبا: هي معركة حدثت بين قبيلة بني هاجر وبين العجمان، في مكان يعرف بالعضبا جنوب ميناء العقير، وانتهت بانتصار بني هاجر

## أشهر ما قيل عن بني هاجر

#### الملك عبد العزيز
وصف الملك عبد العزيز بن عبد الرحمن آل سعود على قبيلة بني هاجر بقوله "أشجع من طارد معي هم السهول وبني هاجر". وأطلق عليهم لقب "خزنة الظفر" بعد معركة كنزان التي وقعت عام 1915م الموافق 1333هـ، وذلك لما قامت به القبيلة من البطولة والشجاعة خلال المعركة. ويقول في أبيات له يمدح قبيلة بني هاجر إثر المعركة:

#### الشيخ جاسم آل ثاني، مؤسس دولة قطر
مدح الشيخ جاسم آل ثاني قبيلة بني هاجر في قصيدة مشهورة له:

#### جون غوردون لوريمر
وصف قبيلة بني هاجر المؤرخ جون غوردون لوريمر، صاحب كتاب " دليل الخليج " والذي يعد أحد أبرز المؤرخين والجغرافيين الذين وصفوا منطقة الخليج العربي في بداية القرن العشرين،  وذكر بأنها قبيلة عربية أصيلة تُوفي بالعهود والعقود، وهم أهل حرب وقوة، ويتمتعون باستقلالية كبيرة وهم مرحو المزاج.

#### وليام هنري إرفيان شكسبير
قال النقيب البريطاني هنري إرفيان إن قبيلة بني هاجر "قبيلة تمتاز بالكرم، وحسن الضيافة، ورجالها شرسون في الدفاع عن أراضيهم، تستميلها الحكّام، وهم دائما خاصة الحاكم".

## الأدب عند بني هاجر
تتميز قبيلة بني هاجر بمجموعة كبيرة من الأدباء في مختلف العقود من تاريخها، يعتبر من بين أشهر شعرائها في السابق الشاعر عمير بن عفيشة، والذي كان يلقب بشاعر الجزيرة ولسانها، وكان له طابع سياسي. ومن أبرز شعراء القبيلة راشد بن عفيشة، وسعد الشاعر المهندي، وسلطان الهاجري، وسعد علوش، وعبد الله علوش، وحرفاش بن ناشي، ومبارك بن شحيمان، وفالح بن مبارك العجلان، وابن مطرب، وابن معجب، ومبارك آل شافي، وغانم مبارك الخيارين، وابن غصاب، وابن نومان، وابن باكور، وابن النويمي، والعديد من الأسماء.

## المشاهير من بني هاجر

### الشعراء
- عمير بن راشد بن عفيشة الشهواني الهاجري: شاعر من شعراء دولة قطر وكان يلقب بـ "ابن عفيشة"، تطرق في مختلف أغراض الشعر وكان غزيرا في إنتاجه له ديوان شعر صدر له بعد وفاته بتحقيق حمد حسن الفرحان سنة 1990م.
- خالد معجب الهاجري: خالد بن معجب بن تويم آل منيف الهاجري هو شاعر شعبي قطري ولد في عام 1923م، وتوفي عام 1993م عن عمر يناهز السبعين. قرض الشعر في مختلف أغراضه، واشتهر بوصف المعالم الطبيعة في أشعاره.
- عبد الله علوش هو شاعر كويتي من قبيله بني هاجر، ولد عام 1974م في مدينة الفحيحيل لأب وجد شاعرين، ومن أسرة معروفة على مستوى الخليج العربي في أدبها، فقد كان له عمومة وإخوان مشهورون بالشعر النبطي والعربية الفُصحى.
- سعد علوش: هو شاعر كويتي مواليد 15 أغسطس 1979، له إسهامات أدبية كثيرة في دول الخليج. له مدرسة شعرية ونهج شعري خاص.
- فالح بن مبارك العجلان: من شعراء بني هاجر الكبار من دولة قطر. يعمل في مجال الإعلام في إذاعة وتلفزيون قطر. له إسهامات كبيرة في تطر القصيدة الوطنية العربية بشكل عام، والقطرية بشكل خاص. لقب بشاعر الوطن في قطر لأكثر من أربعين سنة، كما له إسهامات مهمة في الأدب العربي والتراث الثقافي.
- مبارك بن شحيمان: شاعر نبطي قطري له ديوانان شعريان، ويعتبره الكثيرون من أبرز شعراء الشعر النبطي الحديث، حظي بشهرة واسعة في منطقة الخليج العربي، وله أبيات شهيرة سارت بها الركبان.

### أعلام رياضيون
- حسن محمد الهاجري، رياضي قطري، ولاعب ومحترف سابق في رياضة البولينج، ويشغل حالياً المدرب الوطني لمنتخب براعم البولينغ القطري، حيث فاز بلقب بطولة كأس العالم للشباب بالولايات المتحدة الأميركية عام 2018م، بعد حصوله على ميداليتين ذهبيتين في منافسات الفرق والترتيب العام. ومن إنجازاته الميدالية الفضية في البطولة الآسيوية للرجال في إندونيسيا، في مسابقات الخماسي، وحصوله على المركز الأول في بطولة الخبر المفتوحة الدولية في عام 1990م.
- سعيد بن راشد الهاجري بطل العالم والشرق الأوسط للراليات فاز الهاجري في أول نسختين من بطولة الشرق الأوسط للراليات، وفاز بـ 18 انتصارًا دوليًا في راليات الشرق الأوسط، وهو أيضًا أول عربي يفوز بنقاط في البطولات الأوروبية والعالمية للرالي.

## علاقة بني هاجر بالإبل

### الإبل
تحتل الإبل والخيل العربية الأصلية مكانة عظيمة عند قبيلة بني هاجر منذ زمن قديم، وعنيت بها عناية كبيرة في تاريخها، إذْ تَعتبرها رفيقة في رحلاتها وحروبها. فظهر منها فرسان شجعان ومقاتلون شرسون سجّل التاريخ بطولاتهم في المعارك التي خاضتها بنو هاجر على مرّ السنين. من الأسماء التي أطلقت بنو هاجر للإبل الشرفاء، الجدعاء، الهدلاء، الحرشاء، البويضاء، البلهاء، والكحلاء، والعشواء وغير ذلك من المسميات، مما يدل على ارتباط القبيلة بالإبل في حياتها الاقتصادية، والاجتماعية، والثقافية.
ما زالت قبيلة بني هاجر تعتني بالإبل، وتشارك في مسابقات مختلفة تتعلق بالإبل، واستطاعت أن تسجل ذكرها ضمن أبرز القبائل التي فازت باللقب في هذه المسابقات خلال عدة سنوات. وقد وصف أدباء القبيلة الإبل والخيل حيث ورد ذلك في شعرهم ونثرهم في مختلف المناسبات. من الشواهد، قول الشاعر عبد الله بوعامر في قصيدته التي تطرق فيها إلى أهمية الإبل:

## علاقة بني هاجر بالخيل

### مرابط الخيل عند بني هاجر
اشتهرت مرابط خيل بني هاجر بين القبائل بخيولها العربية الأصيلة، وكانت مرابطهم أولى الكحيلات وأعزها في نجد. وتعتبر "الحنيف" أولى الكحيلات وأشهر مرابط الخيول العربية الأصيلة، وهي من خيول فخذ المصابحة من بني هاجر. كما تعتبر "كروش" والشهوانية من أعز الخيل عند العرب، وهي من مرابط قبيلة بني هاجر، حيث تنسب إلى كروش المخضوبي من المخضبة من بني هاجر. ويوجد لكل فخذ من بني هاجر ما يقارب المربطين حاليا. ففي قطر لوحدها، هناك أكثر من ثلاث وعشرين مربطاص للخيل قديماً وحديثاً لبني هاجر. يقول الشاعر حمد العوامي الهاجري في قصيدة له حول حصانه:

#### ومن مرابط الخيل عند بني هاجر ما يلي:[3]
- خيل سعدة: وهي فرس الفارس حمود القصاب من المخضبة بني هاجر.
- حمدانية أبي زهير: وهي من خيل آل أبي ظهير من المزاحمة المخضبة بني هاجر. ولما سئل الإمام فيصل بن تركي عن لفرس الشقراء الحمدانية هل هي سمرية، قال: "إنما هي من خيل أبو ظهير من بني هاجر من قحطان".
- صقلاوية بزيغ بن عريعر: وهي فرس الفارس ثاقب العلي من المهاشير آل ذعفة
- كحيلة العمودة: وهي فرس ابن رميان من المخضبة من بني هاجر، وهي قديمة عند القبيلة.
- الجلابية: وهي من خيول الأمير شافي بن سفر بن شبعان من بني هاجر.
- دهيم النجيب: وهي من الدهم المؤكدة من دهم شهوان الضيغمي.
- كحيلان ابن عمر: وهي كحيلة ومربط ابن عمر، وكان آل خليفة يشبهون أفراسهم بكحيلان ابن عمر كما ذكر ذلك محمد وعلي آل خليفة لمبعوثي عباس باشا.
- الزهية: من كحيلة عجوز فرس حمراء بنت صقلاوي حصان ابن سلبة من آل معيض، درجت إلى علي بن مليص من قبيلة بني هاجر.
- الهدلة: وهي من خيول المخضبة، وهو مربط قديم لبني هاجر

## مواجهة بني هاجر للغزو الأجنبي
سيطر العثمانيون على الأحساء في عهد السلطان سليمان القانوني، وذلك حين قام بإرسال حملة بقيادة محمد باشا فروخ والتي استطاعت انتزاع المنطقة من البرتغاليين في عام 1551م. كما قام براك بن غرير بطرد العثمانيين في عام 1670م بمساعد المهاشير. وقد حاول العثمانيون السيطرة على الأحساء من جديد في عام 1841م، ونجحت في ذلك بشكل جزئي حتى استعاد الملك عبد العزيز بن عبد الحمن المنطقة منهم عام 1912م.
وقد واجه العثمانيون أثناء تواجدهم في الأحساء معارضة شديدة من القبائل لاسيما من بني هاجر وبني خالد حيث كانت الحالة العامة فيها سيئة تحت الاحتلال العثماني. وفي تقرير لخورشيد باشا عن أحوال الجزيرة العربية وقبائلها، كتب عن قبيلة نبي هاجر ما نصه "وبنو هاجر هم من العارض، ومن وادي الخرج والأفلاح في الطرف الشمالي من وادي الدواسر وهم متقلبون غادين رائحين في الوديان والجهات التي في نهاية جزيرة البصرة منتهين إلى الأحساء والقطيف والكويت، وتعد تلك الديار ديارهم، وهم أقوياء ولكن جفاة غلاظ ومحل معيشتهم في الأكثر الأحساء والقطيف وضررهم كثير"
جاء في دليل الخليج أنه حدثت عمليات قرصنة في المياه المجاورة لساحل الأحساء وقطر، وسرعان ما اتسعت اتساعاً فادحاً، فضاعات أرواح كثيرة ونهبت قوارب وممتلكات أخرى، وكان معظم القراصنة من بني هاجر، ويبدو أن عملهم هذا كانت له في الأصل علاقة بتمرد العرب على الأتراك في الأحساء. كما قام بنو هاجر بمحاولات جادة لمهاجمة البحرين، ولكنها فشلت بعد أن تدخلت السفن الحربية البريطانية في الحرب. وأشارت بعض المصادر إلى أنه في عام 1893م، بعد أن اشتد النزاع بين الشيخ قاسم بن محمد آل ثاني والسلطات العثمانية، أرسل الشيخ قاسم إلى فخوذ بني هاجر في قطر والأحساء وآل مرة يطلب منهم المساندة في قصيدة مطلعها:

## بنو هاجر الكويت
ذكر لوريمر أن حركة تنقل قبيلة بني هاجر امتدت من قطر جنوبا، إلى داخل أراضي الكويت شمالا، وهي قبيلة مستقلة لا تخضع لأي سلطة، ويتلقون معونات مالية، وهدايا من متصرف الحسا العثماني، ومن شيخي قطر، والكويت. ويقطن الكثير من بني هاجر في الكويت، ولهم تجمعات كثيفة؛ فأكثرهم في المنطقة العاشرة الأحمدي، والقليل في المناطق الأخرى؛ مثل: الجهراء والفروانية.